# Szyk wyrazów
Szyk wyrazów – układ wyrazów w zdaniu, czyli ich usytuowanie względem siebie w perspektywie czasowej (w mowie) lub przestrzennej (w piśmie). Szyk wyrazów jest bezpośrednim następstwem linearności każdego języka naturalnego.
Szyk zdania dotyczy porządku grup wyrazowych, form wyrazowych oraz morfemów ruchomych. Pojęcie szyku odnoszone jest też do układu zdań składowych w zdaniu złożonym .

## Typy języków ze względu na szyk wyrazów
Podstawowym kryterium podziału ze względu na kolejność wyrazów jest stopień stałości szyku. Im bardziej analityczny jest charakter danego języka, tym bardziej stały jest jego szyk wyrazów. W językach analitycznych porządek ten jest ściśle uzależniony od funkcji gramatycznej pełnionej przez poszczególne słowa, natomiast w językach fleksyjnych szyk ma charakter stosunkowo swobodny. Na przykład w języku polskim wyrazy w zdaniu Jan kocha Marię można dowolnie przestawiać bez zmiany znaczenia (a co najwyżej ze zmianą stylu lub uwydatnieniem jednego z członów): Jan Marię kocha — Kocha Jan Marię — Marię kocha Jan — Marię Jan kocha — Kocha Marię Jan. Natomiast w języku angielskim jedynym możliwym odpowiednikiem jest zdanie o szyku John loves Mary, jako że przestawienie wyrazów będzie skutkowało albo odmiennym znaczeniem (Mary loves John ‘Maria kocha Jana’), albo niegramatycznością zdania (*John Mary loves), albo ewentualnie jednoczesną zmianą znaczenia i archaizacją (Loves John Mary? jest przestarzałym sposobem sformułowania pytania ‘Czy Jan kocha Marię?’, czego współczesnym odpowiednikiem jest Does John love Mary?).

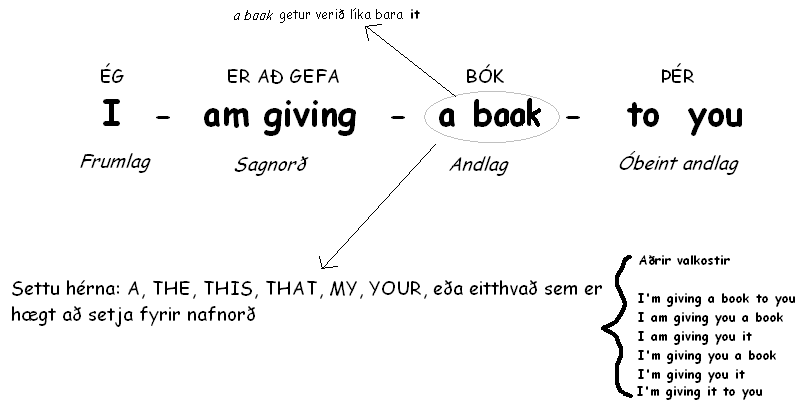
Szyk wyrazów w zdaniu angielskim objaśniony w islandzkim podręczniku do nauki języka angielskiego.

Jednak nawet w językach o szyku dość swobodnym pewien określony układ jest preferowany, nienacechowany pod względem stylistycznym i statystycznie dużo częstszy niż pozostałe. Szyk ten zwany jest podstawowym lub neutralnym. Np. spośród podanych wyżej zdań polskich będzie to szyk Jan kocha Marię, czyli podmiot – orzeczenie – dopełnienie. W żadnym języku nie panuje zupełna dowolność w szyku wyrazów (np. polskiego zdania Nie chce mi się iść do szkoły nie można przekształcić na *Się iść do chce nie mi szkoły).

### Szyk podmiotu, orzeczenia i dopełnienia
Najczęściej stosowanym sposobem wskazania typu syntaktycznego danego języka jest określenie szyku trzech podstawowych elementów zdania, a mianowicie: podmiotu (ang. subject = S), orzeczenia (ang. verb = V) i dopełnienia bliższego (ang. object = O). W językach świata odnaleźć więc można następujące sześć kombinacji:
- SOV (Jan Marię kocha): łacina, japoński, koreański, ajnoski, osetyński, tybetański, …
- SVO (Jan kocha Marię): angielski, hebrajski, chiński, polski, francuski, niemiecki, …
- VSO (Kocha Jan Marię): arabski, irlandzki, walijski, hawajski, …
- VOS (Kocha Marię Jan): malgaski, fidżyjski, kiriwina, …
- OVS (Marię kocha Jan): apalai, arecuna, …
- OSV (Marię Jan kocha): nadeb, hupda, shavante, …

Choć wszystkie powyższe kombinacje występują w językach świata, nie wszystkie są jednakowo powszechne. Zdecydowanie najczęstsze są szyki SOV oraz SVO: odnaleźć je można odpowiednio w ponad 45% i 42% języków świata. Szyk VSO jako podstawowy występuje w ok. 9% języków świata, VOS i OVS w 1–3%, natomiast najrzadszy jest szyk OSV, który jest szykiem standardowym dla mniej niż jednego procenta języków. Choć czasem dany język dopuszcza więcej niż jeden szyk, to poszczególne rodzaje szyku mogą się różnić pod względem sytuacyjnym czy stylistycznym.

### Szyk członu określającego i określanego
Inną cechą typologicznie istotną jest kolejność członu określającego (łac. determinans = Ds) i określanego (łac. determinatum = Dt), który charakteryzuje się w językach dużo większą stabilnością. Nawet jeśli w danym języku obserwuje się obie kolejności, to są one zazwyczaj jakoś zróżnicowane. Na przykład w języku polskim szyk Ds–Dt jest charakterystyczny raczej dla fraz luźnych (silny wiatr), zaś Dt–Ds dla fraz stałych (wiatr halny), wyrażeń poetyckich (A wy, wiatry alpejskie! tam! przez te płaszczyzny, | Ponieście tęskne tchnienie do miłej ojczyzny! – Kazimierz Brodziński) czy przydawki rzeczownikowej (wiatr historii). Z kolei w języku francuskim pewne krótkie przymiotniki jako Ds stoją przed rzeczownikami jako Dt (une belle femme ‘piękna kobieta’), inne zaś, dłuższe, stoją po nim (une femme éblouissante ‘olśniewająca kobieta’). Jednak także tutaj języki preferują jeden szyk jako podstawowy, neutralny:
- Ds–Dt (południowy wiatr): angielski, chiński, japoński, …
- Dt–Ds (wiatr południowy): wietnamski, tajski, suahili, …

## Szyk wyrazów w języku polskim
Język polski, dzięki rozbudowanemu systemowi morfologicznemu, charakteryzuje się szykiem swobodnym, ponieważ zróżnicowanie form wyrazów pozwala na ogół odróżnić ich funkcję składniową. Mimo to w zakresie podstawowych elementów zdania grupa podmiotu poprzedza najczęściej grupę orzeczenia, ta zaś poprzedza grupę dopełnienia bliższego (szyk SVO). Ten porządek składników ulega w dłuższych tekstach różnym modyfikacjom, o których decydują cztery główne czynniki: spójność tekstu, akcent logiczny, względy rytmiczne i styl.
- Spójność tekstu polega na tym, że zdanie rozpoczyna się od składników nawiązujących do wypowiedzeń poprzednich.
- Akcent logiczny zasadza się na tym, iż pewne składniki zdania, uważane przez mówiącego za bardziej istotne dla przekazywanej treści, są wymawiane z naciskiem – zaakcentowane. Te ważniejsze części są przesuwane na początek wypowiedzenia lub na jego koniec.
- Względy rytmiczne decydują o miejscu wyrazów nieakcentowanych w wypowiedzeniu. Chodzi głównie o enklityki, czyli wyrazy wymawiane razem z wyrazem poprzedzającym, takie, które potrzebują oparcia akcentowego. Na przykład zaimek się nie może stać na początku zdania, ani być oddzielony od czasownika, jeśli pojawia się za nim[9].
- Styl indywidualny, charakterystyczny dla każdego mówiącego i piszącego, może również wpływać na szyk wyrazów. Zauważalne jest to zwłaszcza u pisarzy i poetów.

Swobodny szyk polski nie oznacza zupełnej dowolności w usytuowaniu składników zdania. Odgrywa on ogromną rolę w znaczeniu i użyciu niektórych partykuł, por. np. Tylko Jan nam to powie (nikt inny) — Jan tylko nam to powie (nikomu innemu) — Jan nam powie tylko to (nic innego) — Jan nam to tylko powie (ale niczego innego nie zrobi).

### Wskazówki praktyczne
Polszczyzna standardowa oferuje dużą swobodę w zakresie stosowania szyku wyrazowego. W tekstach neutralnych stylistycznie dobrze jest jednak przestrzegać reguł preskryptywnych, jak np.:
- przydawka powinna się znajdować obok określanego rzeczownika[b] – przydawka przymiotna przed wyrazem określanym (mały konik), natomiast przydawka rzeczowna (pierścionek mamy) i przydawka przyimkowa (pierścionek z topazem) oraz przydawki wyrażające cechy stałe lub ważne (Bolesław Chrobry) po wyrazie określanym
- jeżeli podmiot i dopełnienie mają taką samą postać (biernik równy mianownikowi), podmiot winien stać przed dopełnieniem (Kobiety malują koty, a nie: Koty malują kobiety)
- na początku i na końcu zdania nie należy umieszczać enklityk, czyli krótkich nieakcentowanych wyrazów – najczęściej zaimków (Dawno się nie widzieliśmy albo Dawnośmy się nie widzieli, a nie Dawno nie widzieliśmy się)
- zaimek względny który powinien poprzedzać swoją ewentualną podstawę (statek, na którego pokładzie, nie zaś statek, na pokładzie którego).

Zasada jasności stylu wymaga, aby wyrazy, między którymi istnieją związki logiczne i gramatyczne, znajdowały się w swoim bezpośrednim sąsiedztwie. Ta reguła stylistyczna była często łamana m.in. przez poetów doby baroku. Taki układ wyrazów w wypowiedzeniu nazywany jest szykiem przestawnym albo inwersją.